# لورا آگارد
لورا آگارد (انگلیسی: Laura Agard؛ زادهٔ ۲۶ ژوئیهٔ ۱۹۸۹) بازیکن فوتبال اهل فرانسه است.
از باشگاه‌هایی که در آن بازی کرده‌است می‌توان به باشگاه فوتبال زنان المپیک لیون و باشگاه فوتبال زنان مون‌پلیه اشاره کرد.